# Convento de San Pablo (León Viejo)
El Convento de San Pablo fue un edificio construido en León de Imabite o León Viejo, ciudad antigua de Nicaragua, fundada por Pedrarias Dávila durante La Conquista. 

## Historia
El Convento de San Pablo de espiritualidad dominica, fue un edificio religioso fundado en 1533 por el Obispo Fray Bartolomé de las Casas en un viaje de paso por León de Imabite, desde Perú. Durante la fundación de dicho convento, era Obispo de la Diócesis de Nicaragua el venerable Fray Diego Álvarez de Osorio.  Se desconocen los detalles de dicha construcción, solo se conservan relatos de su humilde "factura".
Las ruinas del convento están incluidas en el Patrimonio de la Humanidad en que se encuentra León Viejo por estar en el mismo complejo histórico.